# Final Resolution 2012
Final Resolution 2012 è stata la nona edizione del pay-per-view prodotto dalla federazione Total Nonstop Action Wrestling (TNA). L'evento si è svolto il 9 dicembre 2012 presso la Impact Wrestling Zone di Orlando in Florida.

## Risultati
| # | Match                                                                                 | Stipulazioni                                                  | Durata |
| - | ------------------------------------------------------------------------------------- | ------------------------------------------------------------- | ------ |
| 1 | James Storm ha sconfitto Kazarian                                                     | Single match                                                  | 06:10  |
| 2 | Rob Van Dam (c) ha sconfitto Kenny King                                               | Single match per il titolo TNA X Division Championship        | 09:22  |
| 3 | Chavo Guerrero e Hernandez (c) hanno sconfitto Matt Morgan e Joey Ryan per squalifica | Tag team match per i titoli TNA World Tag Team Championship   | 10:36  |
| 4 | Austin Aries ha sconfitto Bully Ray                                                   | Single match                                                  | 13:06  |
| 5 | Tara (c) ha sconfitto Mickie James                                                    | Single match per il titolo TNA Knockouts Championship         | 07:51  |
| 6 | Kurt Angle, Samoa Joe, Wes Brisco e Garett Bischoff hanno sconfitto Aces & Eights     | Eight-man tag team match                                      | 11:22  |
| 7 | Christopher Daniels ha sconfitto A.J. Styles                                          | Single match                                                  | 21:36  |
| 8 | Jeff Hardy (c) ha sconfitto Bobby Roode                                               | Single match per il titolo TNA World Heavyweight Championship | 23:09  |
|   | (c) è riferito al campione in carica al momento dell'inizio del match.                |                                                               |        |